# Ovidiu Cornel Hanganu
Ovidiu Hanganu (n. 12 mai 1970, Ghelari, România) este un fotbalist român retras din activitate care a evoluat pe postul de atacant. A devenit golgeterul Diviziei A în sezonul Divizia A 1990-1991 cu echipa Corvinul Hunedoara, înscriind 24 de goluri.

#### Meciuri
- Meciuri jucate în Divizia A: 199 meciuri - 67 goluri.
- Cupe europene: 5 meciuri - 0 goluri.
- Golgeter al României: 1991.
- Echipa olimpică a României: 3 meciuri - 1 gol
- Echipa națională de tineret a României (U-21): 17 meciuri - 1 gol